# Myosotis maritima
Myosotis maritima Hochst. ex Seub., é uma espécie de planta anual ou bienal da família Boraginaceae, endémica das falésias costeiras e rochedos da costa do arquipélago dos Açores. A espécie é protegida pela Convenção de Berna e pela Diretiva Habitats.

## Descrição e ecologia
Planta herbácea anual ou bienal, até 20-(50) cm de altura, muito ramificada, com caules ascendentes densamente pilosos. Folhas alternas, simples, carnudas e densamente pilosas. Flores em cimeiras pouco densas, com 5 pétalas azuis claro ou brancas com a típica configuração das flores de não-me-esqueças.
Ocorre em todas as ilhas dos Açores, nas ravinas e rochedos marítimos secos, geralmente até 50 m da altitude, podendo em raras ocasiões estender-se pelas falésias costeiras até 150 m de altitude. As populações são esparsas, espalhando-se por vezes por dezenas ou centenas de metros.